# Rezerwat przyrody Wielki Dział
Rezerwat przyrody Wielki Dział – leśny rezerwat przyrody położony na terenie gminy Łomża, w powiecie łomżyńskim, w województwie podlaskim. Leży w granicach Łomżyńskiego Parku Krajobrazowego Doliny Narwi. Obejmuje obszar gruntów stanowiących własność Skarbu Państwa, będących w zarządzie Nadleśnictwa Łomża.
Został utworzony w 1990 roku na powierzchni 120,07 ha. W 2016 roku powiększono go do 174,58 ha.
Przedmiotem ochrony jest największy w dolinie Narwi kompleks lasów łęgowych naturalnego pochodzenia z licznymi drzewami pomnikowymi.
Rezerwat jest ostoją dla wielu gatunków zwierząt, m.in. żurawia, bociana czarnego, orlika krzykliwego, bielika, łosia, wilka, jelenia.
Obszar rezerwatu podlega ochronie ścisłej. Nadzór nad rezerwatem sprawuje Regionalny Dyrektor Ochrony Środowiska w Białymstoku.